# Raymond Ausloos
Raymond Ausloos (Bruges, 15 de maio de 1928) foi um futebolista belga que competiu na Copa do Mundo FIFA de 1954.